# 노르웨이 크로네
크로네(노르웨이어: krone)는 노르웨이의 통화로, 1 크로네는 100 외레(øre)에 해당된다. 그러나 외레 동전은 2012년 5월 1일을 기해 유통이 중단된 상태이다. 1, 5, 10, 20 크로네 동전과 50, 100, 200, 500, 1,000 크로네 지폐가 통용된다.
크로네는 원래 1873년부터 1914년까지 존속했던 통화 동맹인 스칸디나비아 통화 동맹의 화폐 단위였으며 노르웨이는 1875년에 가입했다.
1 노르웨이 크로네는 한화 환산 135~140원 수준이다.

## 같이 보기
- 덴마크 크로네
- 노르웨이의 경제
- 에스토니아 크론
- 아이슬란드 크로나
- 스칸디나비아 통화동맹
- 스웨덴 크로나